# Rei de Armas principal da Jarreteira

O brasão de armas do Garter Principal King of Arms.

O Rei de Armas principal da Jarreteira (em inglês: Garter Principal King of Arms, também Rei de Armas da Jarreteira ou simplesmente Jarreteiro) é o mais antigo Rei de Armas, e o principal Oficial de Armas do College of Arms. Ele é também o mais poderoso heráldico dentro da jurisdição do Colégio – inicialmente Inglaterra, Gales e Irlanda do Norte – e assim sem dúvida o mais poderoso do mundo. O cargo já existia desde 1415.
O atual Garter Principal King of Arms é Thomas Woodcock, LVO.

## Papel
O Garter é responsável perante o Earl Marshal pelo funcionamento do Colégio. Ele é o principal conselheiro do Soberano do Reino Unido, com relação ao cerimonial e heráldica, com funções específicas para a Inglaterra, País de Gales e Irlanda do Norte, e, com excepção do Canadá, nos Reinos da Comunidade das Nações das quais o Rei é soberano. Ele serve também como o Rei de Armas da Ordem da Jarreteira e seu selo e assinatura aparecem em todas as armas feitas pelo Colégio.

## Reis de Armas
- 1415–1450 William Bruges
- 1450–1478 John Smert
- 1478–1504 John Writhe
- 1505–1534 Sir Thomas Wriothesley
- 1534–1536 Sir Thomas Wall
- 1536–1550 Sir Christopher Barker
- 1550–1584 Sir Gilbert Dethick
- 1584–1586 Vago
- 1586–1606 Sir William Dethick
- 1607–1633 Sir William Segar
- 1633–1643 Sir John Borough
- 1643–1644 Sir Henry St George
- 1643–1660 Sir Edward Bysshe
- 1645–1677 Sir Edward Walker
- 1677–1686 Sir William Dugdale
- 1686–1703 Sir Thomas St George
- 1703–1715 Sir Henry St George
- 1715–1718 Cargo disputado
- 1718–1744 John Anstis
- 1744–1754 John Anstis
- 1754–1773 Stephen Leake
- 1773–1774 Sir Charles Townley
- 1774–1780 Thomas Browne
- 1780–1784 Ralph Bigland
- 1784–1822 Sir Isaac Heard
- 1822–1831 Sir George Nayler
- 1831–1838 Sir Ralph Bigland, o Jovem
- 1838–1842 Sir William Woods
- 1842–1869 Sir Charles Young
- 1869–1904 Sir Albert Woods
- 1904–1918 Sir Alfred Scott-Gatty
- 1919–1930 Sir Henry Burke
- 1930–1944 Sir Gerald Wollaston
- 1944–1950 Sir Algar Howard
- 1950–1961 The Hon. Sir George Bellew
- 1961–1978 Sir Anthony Wagner
- 1978–1992 Sir Alexander Cole
- 1992–1995 Sir Conrad Swan
- 1995–2010 Sir Peter Gwynn-Jones
- 2010–2021 Thomas Woodcock
- 2021-presente David Vines White